# Claudio Simonetti's Goblin
I Claudio Simonetti's Goblin sono un gruppo musicale italiano.

## Storia
La band nasce nel 2014 dopo la separazione del gruppo dei Daemonia, un gruppo formato da Claudio Simonetti nel 1999 che vedeva lo stesso Simonetti alle tastiere, Nicola Di Staso alla chitarra, Federico Amorosi al basso e Titta Tani alla batteria.
La formazione dei Claudio Simonetti's Goblin vede Bruno Previtali alla chitarra, Titta Tani alla batteria e Federico Amorosi al basso, sostituito dal 2018 dalla bassista Cecilia Nappo.
La band, dopo numerosi concerti in Italia, Europa, Giappone e Australia, parte per il suo primo tour in USA nel 2018 dove esegue, oltre al concerto con i greatest hits, anche la colonna sonora del film Suspiria.
Nel 2019, con Federico Maragoni che sostituisce Titta Tani alla batteria, la band parte per un tour in Europa suonando a Parigi, Praga, Berlino, Cracovia, Helsinki, San Pietroburgo e Mosca.
Sempre nel 2019 la band suona nuovamente in Giappone e parte per il secondo tour in USA, questa volta suonando dal vivo la colonna sonora del film Profondo Rosso, oltre al concerto dei greatest hits.
Alla fine del 2019 esce il primo album di inediti della band "The Devil Is Back" e l'album "The very best of - Volume 1" contenente i brani Profondo Rosso, Phenomena, Demon, il Cartaio, Mater Lacrimarum (featuring Dani Filth), Suspiria, Tenebre,  L'alba dei morti viventi, Zombi e Zaratozom risuonati con la nuova line up.
Alla fine del 2019 i Claudio Simonetti's Goblin pubblicano l'album "The very best of-Volume 1" con alcune grandi hits dei film (Profondo Rosso, Phenomena, Suspiria, Zombi) suonate dalla nuova line up della band ed il nuovo album contenente inediti "The Devil is Back", con l'etichetta discografica Deep Red.
Alla fine del 2020 il chitarrista Bruno Previtali lascia la band e al suo posto entra Daniele Amador, giovane chitarrista della scena heavy metal romana che registra con la band l'album,  "The very best of - Volume 2". 
L'album, uscito a Settembre del 2021, contiene nuovi arrangiamenti dei brani di Claudio Simonetti tratti dalle colonne sonore dei film quali: Opera, Hands of steel (dal film Vendetta dal futuro), Cut and run (dal film Inferno in diretta), e di brani storici quali: Roller, Aquaman, Non ho sonno, Death Farm oltre a Gamma (di Enrico Simonetti), Halloween (John Carpenter) e Tubular Bells (Mike Oldfield).
Ad agosto del 2020, in occasione del 45º anniversario di Profondo Rosso, Simonetti pubblica, con la sua etichetta Deep Red, un album con le nuove versioni, tutte risuonate con la sua nuova line up, della colonna sonora del film di Dario Argento con uno special box per collezionisti, sia in vinile che in CD.
Nel 2022, i Claudio Simonetti's Goblin partecipano al "CRUISE TO THE EDGE", una crociera nei Caraibi con 42 gruppi rock internazionali, tra i quali, Marillion, Alan Parsons e Translatlantic.
A settembre 2022, in occasione del 45º anniversario del film Suspiria, i Claudio Simonetti's Goblin pubblicano l'album "SUSPIRIA ROCK PROG VERSION" contenente le versioni originali della colonna sonora del film di Argento completamente riarrangiate in stile Rock Progressive.

## Discografia
- 2014: The Murder Collection (Deep Red) CD / LP
- 2015: The Horror Box 3 LP (contiene un 10' in vinile rosso suonato dai Claudio Simonetti's Goblin con riproposizione di 4 brani estratti da Profondo Rosso + le ristampe con inediti - già apparsi su cd ma mai in vinile - di Opera e Demoni, colonne sonore composte dal Simonetti solista) (Deep Red)
- 2015: Profondo Rosso / Deep Red 40th Anniversario CD / LP / Limited Box (Rustblade)
- 2015: Bloody Anthology The Best of Claudio Simonetti & Goblin (Rustblade) CD / LP
- 2016: Profondo Rosso - 40° Anniversary (Rustblade) CD / LP
- 2018: Dawn of the dead - Daemonia - Claudio Simonetti's Goblin (Rustblade)
- 2019: The very best of - Volume 1 - (Deep Red) CD / LP
- 2019: The Devil Is Back - (Deep Red) primo album con inediti della band CD / LP
- 2021: The very best of - Volume 2 - (Deep Red) CD / LP
- 2022: Suspiria Prog Rock Version 45° anniversary (Deep Red) CD / LP

## Formazione
- Claudio Simonetti - tastiere
- Daniele Amador - chitarra elettrica
- Cecilia Nappo - basso
- Federico Maragoni - batteria